# Bank Rossija

Logo der Bank

Die Bank Rossija (russisch Акционерный коммерческий банк Россия, АКБ Россия) ist ein russisches Kreditinstitut, welches am 27. Juni 1990 gegründet wurde. Der Hauptsitz des Unternehmens befindet sich in Sankt Petersburg. Die Bank Rossija gehörte zu den ersten russischen Privatbanken nach der politischen Wende.

## Geschäftstätigkeit
Die Bank war im Jahr 1990 durch eine Initiative des Komitees der KPdSU der Leningrader Oblast mit Parteigeldern als Anfangskapital gegründet worden. Die Bank dümpelte jedoch in der damaligen Umbruchzeit erfolglos vor sich hin und stand schon ein Jahr später, im Dezember 1991, vor dem Zusammenbruch. Juri Kowaltschuk übernahm daraufhin zusammen mit ein paar Freunden die Bank, indem sie sich von einem örtlichen Schuhhersteller einen Kleinkredit besorgten und damit das Pleiteunternehmen aufkauften. Die drei anderen Partner waren die Physiker Wiktor Mjatschin, Andrei Fursenko und Wladimir Jakunin, die wie Kowaltschuk ursprünglich alle am Leningrader Physikalisch-Technischen Institut Joffe beschäftigt gewesen waren.
Kowaltschuk, Mjatschin, Jakunin und Andrei Fursenko sowie dessen Bruder Sergei gründeten fünf Jahre später, im November 1996, zusammen mit Wladimir Smirnow, Nikolai Schamalow und Wladimir Putin die Datschen-Kooperative „Osero“ (See) in der Ortschaft Solowjewka am Ostufer eines Sees auf der Karelischen Landenge nördlich von Sankt Petersburg. 
In den 1990er Jahren konzentrierte sich die Geschäftstätigkeit der Bank vorwiegend auf den Sankt Petersburger Raum. Das änderte sich jedoch langsam als Wladimir Putin Ende 1999 Präsident Russlands wurde.
Im Jahr 2004 kaufte die Bank Rossija unter Vermittlung von Alexei Mordaschow von Gazprom das Versicherungsunternehmen Sogaz. Ende 2004 stieg Nikolai Schamalow als Aktionär in die Bank Rossija ein. Dessen Sohn Juri Schamalow wurde Ende 2005 Präsident des Pensionsfonds Gazfond. 
Im August 2006 kaufte dann der seit 2004 zur Bank Rossija gehörende Versicherungskonzern Sogaz 75 % + 1 Aktie der Verwaltungsgesellschaft "Lider", die den Pensionsfonds Gazfond managte. Dadurch erlangte die Bank Rossija die Kontrolle über Gazfond. Durch Gazfond wiederum erlangte sie die Kontrolle über die Gazprombank, deren Hauptaktionär Gazfond war. 
Eine Tochtergesellschaft der Gazprombank ist schließlich die Gazprom-Media Holding, die im Juli 2005 für 166 Millionen Dollar von Gazprom an die Gazprombank verkauft worden war. Zu dieser gehörten damals unter anderem die regierungsnahe Zeitung Iswestija, die Fernsehsender NTW und TNT sowie der Radiosender Echo Moskwy (Aktienanteil von 66 Prozent).
Im Mai 2008 veräußerte die Gazprom-Media ihre Iswestija-Beteiligung an den zur Bank Rossija gehörenden Versicherungskonzern Sogaz. Die Iswestija wurde anschließend in die von Kowaltschuk neugegründete und ebenfalls zur Bank Rossija gehörende Nationale Mediengruppe (NMG) eingegliedert. Neben der Iswestija gehören zur NMG unter anderem der früher regierungskritische Privatfernsehsender Ren-TV (Beteiligung in Höhe von 68 Prozent), der Sender "Petersburg-Fünfter Kanal" sowie eine 25%ige Minderheitsbeteiligung am Ersten Kanal. Verwaltungsratsvorsitzende ist seit September 2014 Alina Kabajewa.

## Sanktionen
Obgleich die Bank nur von mittlerer Größe ist, spielt sie eine maßgebliche Rolle in der Finanzierung des engeren Machtkreises um den russischen Präsidenten Wladimir Putin, und wurde daher ein Objekt westlicher Sanktionen.
So hat die US-Regierung im Zuge der völkerrechtswidrigen Annexion der Krim durch Russland 2014 am 20. März 2014 das US-Vermögen der Rossija Bank als Teil der Specially Designated Nationals and Blocked Persons eingefroren.
Die Rossija-Bank ist laut US-Regierung die Nummer 17 der größten Banken in Russland. Sie hat ein Vermögen von rund zehn Milliarden US-Dollar und Konten bei Bankinstituten in den USA und Europa.

## Bankvorstand
Folgende Vorstandsvorsitzende (Präsidenten des Verwaltungsrates) leiteten in der Vergangenheit die Geschicke der Bank: 
- 1993 bis 1995: Witali Saweljew, seit 2009 Vorstandsvorsitzender/Generaldirektor (CEO) bei Aeroflot.[11][12][13]

- 1995 bis 1998: Wiktor Mjatschin
- 1998 bis 1999: Michail Markow
- 1999 bis 2004: Wiktor Mjatschin
- 2004 bis 2006: Michail Klischin

Von 2006 bis 2012 war Dmitri Alexejewitsch Lebedew Vorstandsvorsitzender der Bank. Im Juli 2012 wechselte er in den Aufsichtsrat. Lebedew war bereits von 2000 bis 2003 stellvertretender Vorstandsvorsitzender bzw. Vorstandsvorsitzender bei der Bank Menatep gewesen.
Derzeitiger Vorstandsvorsitzender der Bank ist Jewgeni Iljitsch Logowinski. Derzeitiger Vorsitzender des Aufsichtsrats (Rat der Direktoren) der Bank ist seit Juli 2012 Dmitri Lebedew. (Stand: April 2015)

## Eigentümerstruktur
- 37,512 Prozent Juri Kowaltschuk (Vorsitzender des Aktionärsbeirats)
- 9,643 Prozent Nikolai Schamalow[18]
- 8,533 Prozent Transoil (Gennadi Timtschenko)
- 8,355 Prozent Oberon Estate (Iwan Mironow)
- 5,481 Prozent Severgroup (Alexei Mordaschow)
- und weitere Einzelgroßaktionäre wie Sergei Roldugin, Cellist und Gründer des Sankt Petersburger „Haus der Musik“ und der Geschäftsmann Michail Schelomow (über Akzept).[19]